# Tabanus maurus
Tabanus maurus är en tvåvingeart som beskrevs av Philip 1974. Tabanus maurus ingår i släktet Tabanus och familjen bromsar.
Artens utbredningsområde är Vietnam. Inga underarter finns listade i Catalogue of Life.